# Leonard Springerbrug
Leonard Springerbrug (Brug 159) is een vaste brug in Amsterdam-Oost. Ze is gelegen nabij de ingang van het park aan de Linnaeusstraat. Vanaf de brug is de Muiderkerk te zien, vanaf 1892 tot 1989 de oorspronkelijke, die dan door brand werd verwoest, en vanaf dan nieuwbouw met de oorspronkelijke voor de brand gespaarde toren. Ze is samen met brug 1925 de enige genummerde brug in het park.

## Brug
De voetgangers/fietsersbrug is gelegen in het Oosterpark en overspant een siervijver/water. De brug dateert van 1929 en is afkomstig uit de pen van Piet Kramer, architect bij de Dienst der Publieke Werken van Amsterdam. Hij kwam hier met een houten brug met houten balustrades, waarin hoofden zijn verwerkt. De houten brug heeft kenmerken die ook terug te vinden zijn in de bruggen die Kramer ontwierp voor het Amsterdamse Bos, waar hij een reeks van bruggen voor ontwierp. Wat verder wijst op de hand van Kramer zijn de (in dit geval) aanduidingen van de windrichtingen (op elke hoek één) in letters in de Amsterdamse Schoolstijl. De brug vertoont gelijkenis met brug 132 over de Kostverlorenvaart, elders in Amsterdam.
De brug van Kramer is niet de eerste brug die hier lag. Jacob Olie heeft in 1893 de oorspronkelijke brug vastgelegd.
In 2021 is de ondersteuning van de brug gerenoveerd. Enkele jukpalen (en jukplaten) moesten vervangen worden.

## Naamgeving
In november 2022 besloot de gemeente Amsterdam de brug van een naam te voorzien. Ze kozen daarbij voor de naam van de parkarchitect Leonard Springer. De naam werd vervolgens via een model Straatnaambord Amsterdam aan de leuning bevestigd. Dit leverde direct commentaar op. Springer was weliswaar de ontwerper van het oorspronkelijke park, maar van zijn ontwerp is nog zeer weinig terug te vinden. Bovendien past het naambord in het geheel niet bij het ontwerp van de brug, men had liever een bord en typografie die eer deed aan zijn ontwerper en zijn ontwerpstijl met dito belettering van de windrichtingen, Amsterdamse School. Die windrichtingen gaven de brug eerder de bijnaam Brug NWZO.

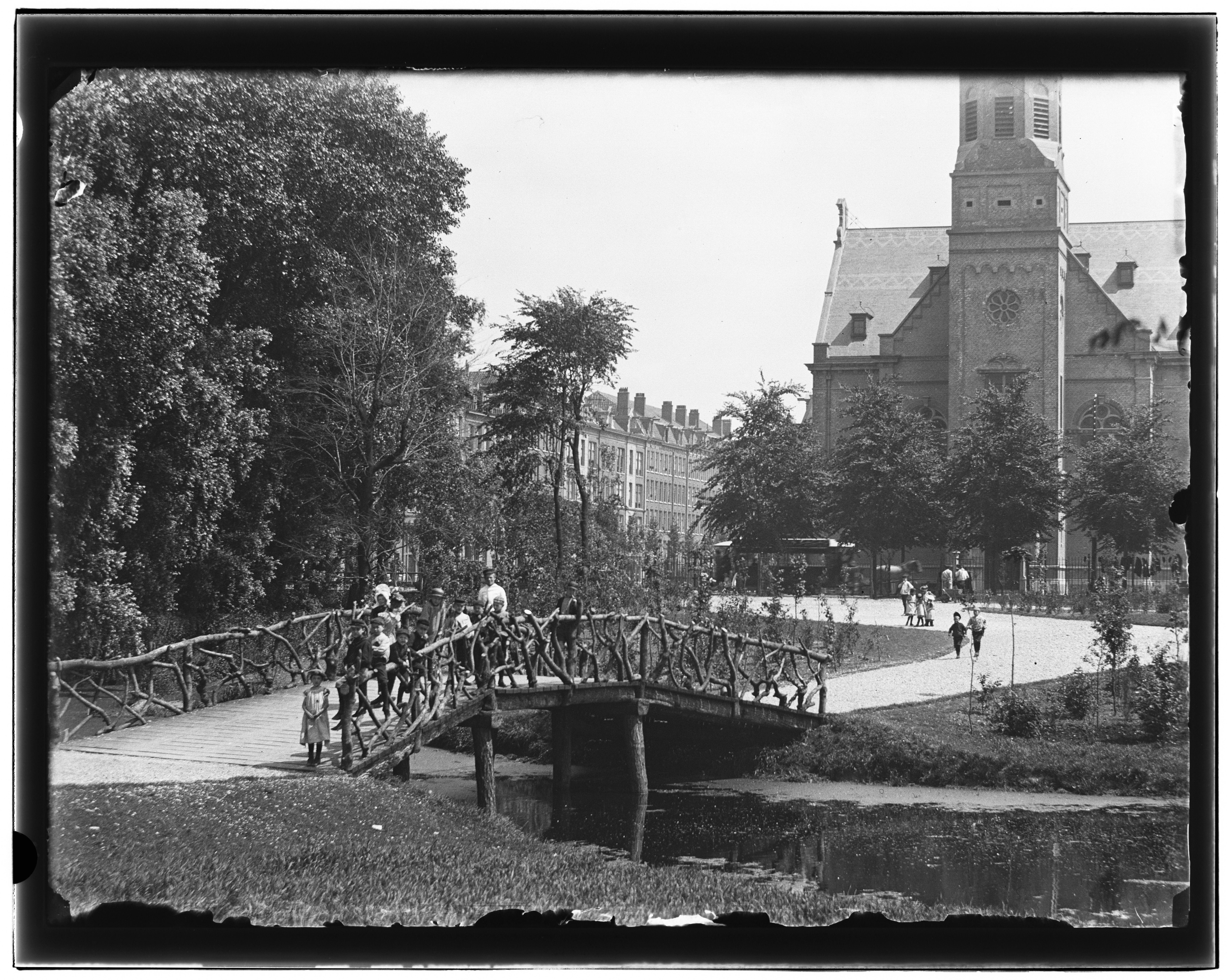
Oorspronkelijke brug in 1893 met op de achtergrond de Muiderkerk
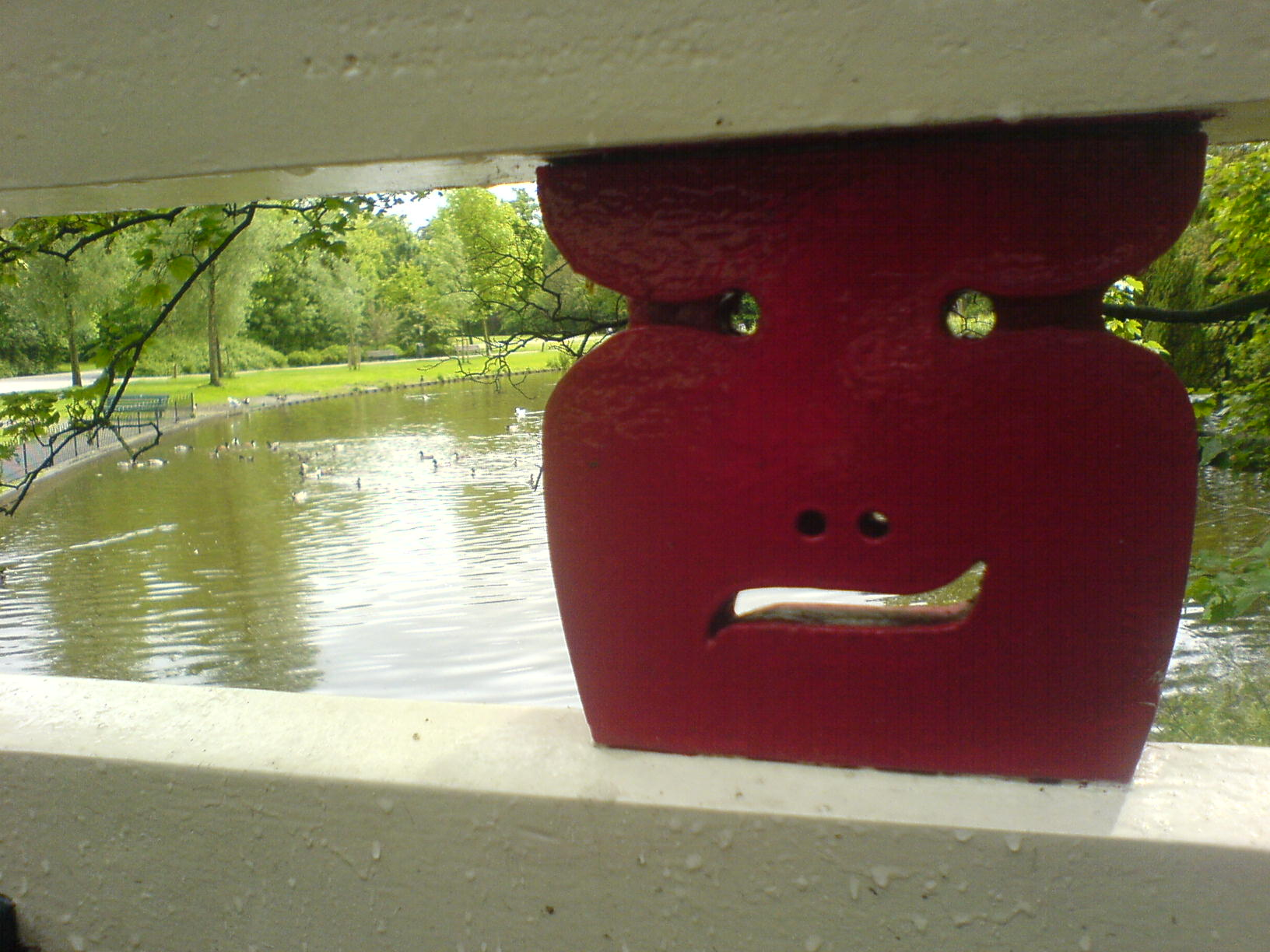
Detail van de brug in het Oosterpark van Piet Kramer
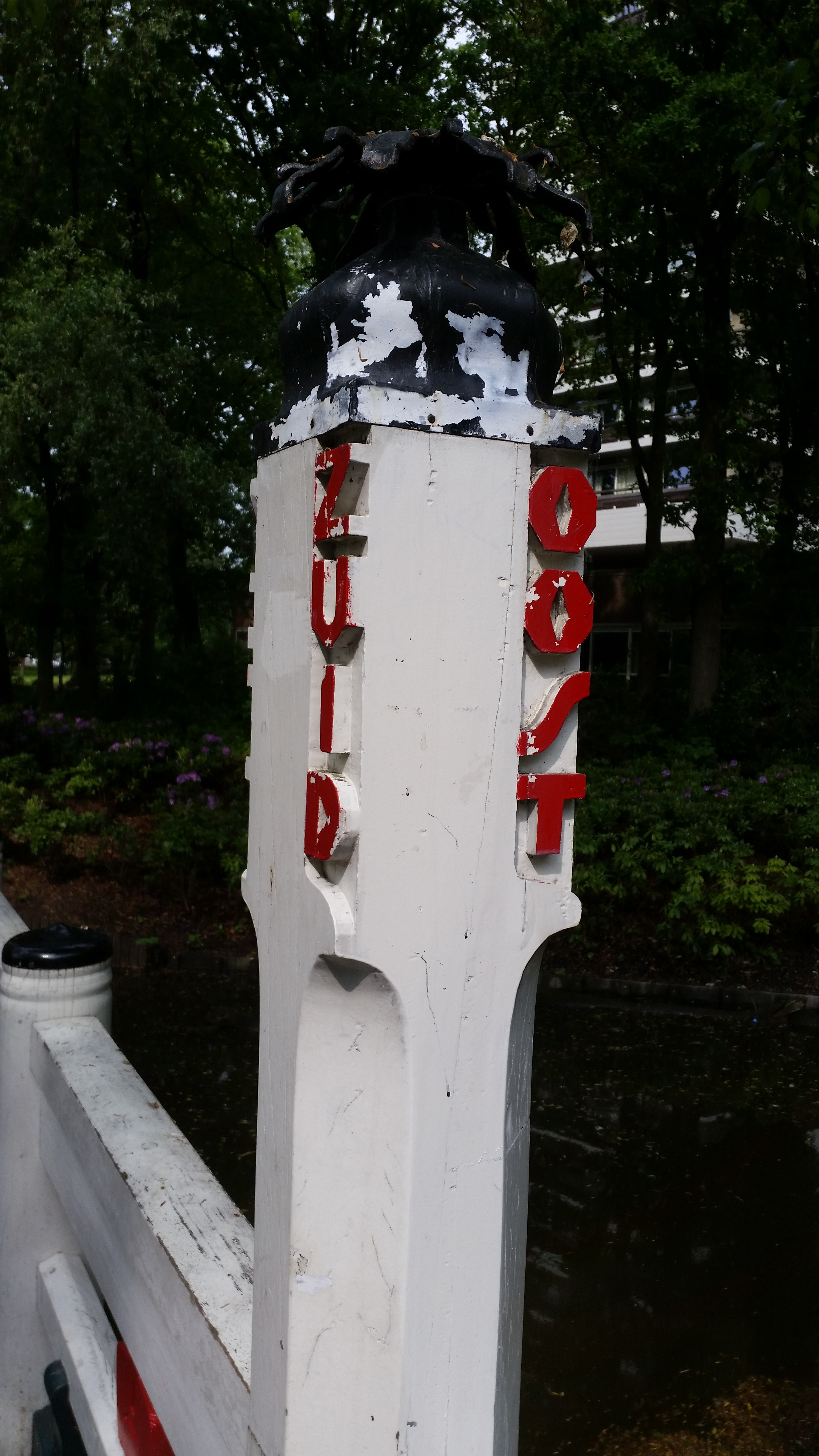
De vier windstreken zijn aangegeven in pilaren (mei 2018)
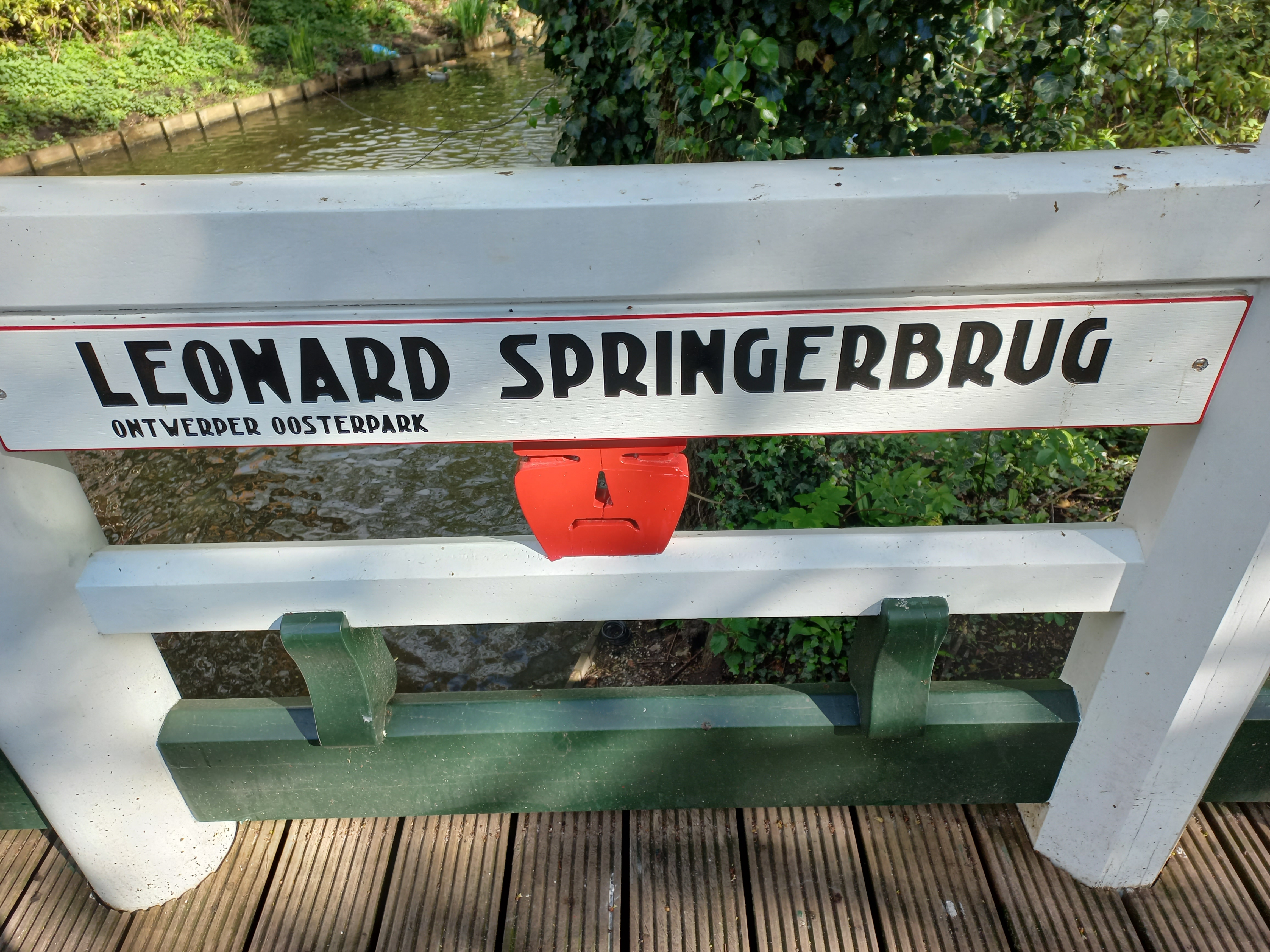
Naamplaat (april 2024)
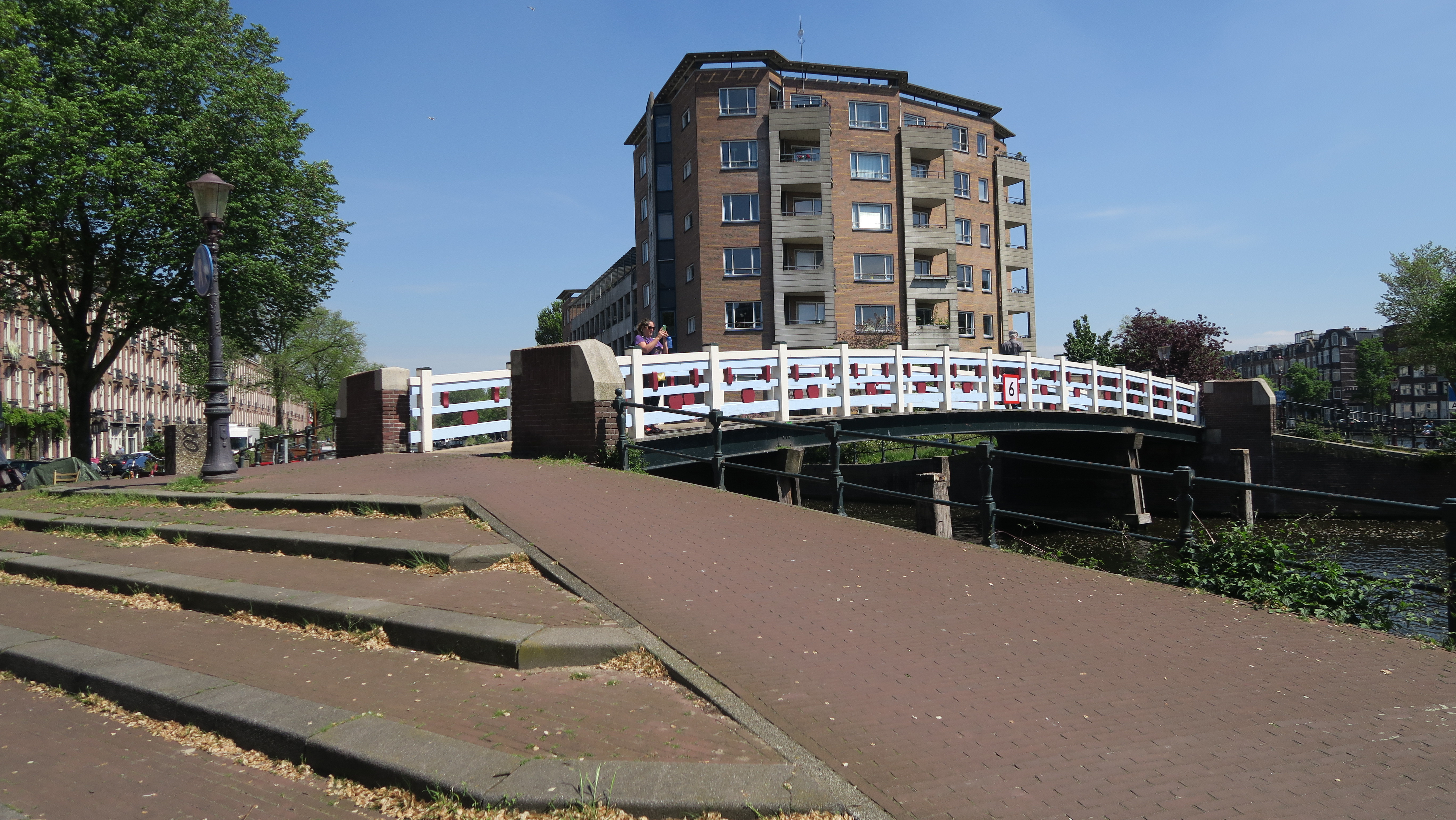
Brug 132 ook van Kramer (overeenkomst balustrades)

<<< · 100 · 101 · 102 · 103 ·  105 · 106 · 107 · 108 · 109 ·  110 · 111 · 112 · 113 · 114 · 115 · 116 · 117 · 118 · 119 · 120 · 121 · 122 · 123 · 124 · 125 · 126 · 127 · 128 · 129 · 130 · 131 · 132 · 135 · 136 · 137 · 138 · 139 · 140 · 141 · 142 · 143 · 144 · 145 · 146 · 147 · 148 · 149 ·  150 · 151 · 152 · 155 · 156 · 159 · 160 · 161 · 162 · 163 · 164 · 165 · 166 · 167 · 168 · 169 ·  170 · 171 · 172 · 173 · 174 · 175 · 176 · 177 · 178 · 179 · 180 · 181 · 182 · 183 · 184 · 185 · 186 · 187 · 189 · 190 · 191 · 192 · 193 · 194 · 195 · 196 · 198 · 199 · >>>
Brugnummers 104, 133, 134, 153, 154, 157, 158, 188 en 197 zijn niet (meer) in gebruik.
Bokkenrijder · Bolgewas · Communicatie · Justus van Maurikbank · Leonard Springerbrug · Limietpalen Oosterpark · Monument voor de Tachtigers · Muziekkoepel Oosterpark · Nationaal monument slavernijverleden · Politiehond Albert · Rotsfontein Oosterpark · De Schreeuw · Speelslinger Oosterpark · Spelende kinderen · Spreeksteen · Tekststeen Julianaboom · De Titaantjes · Het westen ontvangt en ontmoet 't oosten